# Zachodni Zakład
Zachodni Zakład (chin. trad. 西廠, chin. upr. 西厂) – chińska agencja szpiegowska powołana w 1477 roku i kontrolowana przez eunucha Wang Jina.
Zachodni Zakład powstał po wkradnięciu się do kompleksu pałacowego mężczyzny podającego się za czarownika, który usiłował sprzedawać damom dworu zaklęcia. Do walki z czarownikami powołano wówczas nową służbę na czele, której stanął Wang Jin. Zakład miał szereg sukcesów, także w innych dziedzinach, m.in. w zwalczaniu przemytu. Wkrótce służba zaczęła się rozrastać i wchodzić w kompetencje Wschodniego Zakładu. Służbę wkrótce potem zlikwidowano, ale reaktywowana została za panowania cesarza Zhengde. Ostateczna likwidacja nastąpiła po upadku dynastii Ming.